# Pråmlyckans naturreservat
Pråmlyckans naturreservat är ett naturreservat i Lomma kommun i Skåne län.
Området är naturskyddat sedan 2019 och är 7 hektar stort. Det ligger i norra Lomma och består av vattenfyllda lertäkter.